# Nesaphrestes dreptias
Nesaphrestes dreptias är en insektsart som beskrevs av George Willis Kirkaldy 1907. Nesaphrestes dreptias ingår i släktet Nesaphrestes och familjen spottstritar. Inga underarter finns listade i Catalogue of Life.